# ドラゴンクエスト 精霊ルビス伝説
『ドラゴンクエスト 精霊ルビス伝説』（ドラゴンクエスト せいれいルビスでんせつ）は、久美沙織の小説。およびそれを原作にした阿部ゆたかによる漫画作品。
エニックスが発売したコンピュータRPG、ドラゴンクエストシリーズの世界観を用いた外伝作品である。

## 概要
ドラゴンクエストシリーズに登場するルビスがアレフガルドを創造する以前を描いた、外伝作品。
概説として、作中には『ドラゴンクエスト』の名物モンスターであるスライムすら登場せず、また神鳥ラーミアを除けば同シリーズの他の魔物や呪文、武器もほとんど扱っていない。そのためドラゴンクエスト本編との関連性は希薄であり、オリジナル作品に近い。
ただし、当時のエニックスは本作を正史であると認定しており、この作品で語られる歴史はドラゴンクエストシリーズの公式設定とされている。

## あらすじ
ロト伝説に遥か先立つ遠きいにしえの時代、天と地の間に存在する精霊や妖精たちの国イデーン。いまこの世界で大きな伝説の環が閉じようとしていた。

## 登場人物
場人物の名前の大半はは主に宝石の名前（ミラルダ＝エメラルド）、もしくは熱帯魚をはじめとしてアクアリウムで飼育される生物の種名から採られていることを久美紗織が「あとがき」で明かしている。

### 主要人物
ルビス・アピスト・カリクティス
本作の主人公。炎の一族・カリクティス家の次期当主。
ディアルト・バコバ・コリドラス / ロト
大地の精霊と人間の間に生まれたため、コリドラスを名乗る事を許されず、「ディアルト・ケントロピーゲ」を名乗る。川辺の民の一員であるため、怪鳥ラーミアを操る。
クリプトカリオン・レグナス
稲妻の主。ルビスの又従兄にあたる。左目に五芒の刺青を持つ。神託により、ルビスの結婚相手となった。

### 五大家の当主
グァモン・セミアクィルス・カリクティス
カリクティス家の当主代行。ルビスの叔父にあたる。当主であったルビスの両親が亡くなったため、代わりにカリクティス家の当主となった。
ペルラ・ナナ・アヌビアス
金の主。世継ぎ誕生を願う余り精神に失調を来たして呪われた盾に願を掛け、その後生んだ異形かつ暗愚な息子カボンバを溺愛する。
シフィル・ロリクタス・ポリプテルス
ポリプテルス家の当主。水の守護。
ダトニオイデス・バコバ・コリドラス
コリドラス家の当主。大地の精。ディアルトの従兄にあたるが、彼自身はディアルトに対し複雑な感情を抱いている。
ミラルダ・シクラソマ・オトシンクルス
オトシンクルス家の当主。森の長老とも呼ばれる。

### その他の人物
スクレロパゲス
クリプトカリオンの兄。気性の激しい弟とは違い、優しいが気弱な男。初めはルビスの結婚相手と噂されていたが、当のルビスは嫌っていた。
アリナ
狐火の精霊。ルビスの遠い血族にあたる。クリプトカリオンの恋人。収穫祭の際、自分の衣装を貸して変装させ、ルビスを収穫祭へと連れ出した。
ヤベ・ヤベ
川辺の民のリーダー的存在。
ドラゴラ
ドラゴンの子供。人の言葉を話す。ルビスのペットとして飼われていた。ルビスの幼少期頃から飼われているが、それから7年経ちルビスは大人になっても、まだドラゴラは子供のままだった。漫画版オリジナルのキャラクター。

## ドラゴンクエストとの関連性
- 『ドラゴンクエストIII そして伝説へ…』に登場したラーミアが主要なキャラクターとして度々登場する。
- 「ラリホー」の呪文が羅麗凰(laleihou)という当て字で登場する。
- 『ドラゴンクエストIII』で語られる、かつて世界を救った勇者・ロトとは彼を指す。その後、『ドラゴンクエストIII』の主人公はこの名に因み「ロトの称号」を授与されたため、後の時代である『ドラゴンクエスト』および『ドラゴンクエストII 悪霊の神々』で語られる「ロトの勇者」は『ドラゴンクエストIII』の主人公を指す。
- 本作に登場した精霊のうち、火、水、地の精霊は本作後に制作されたゲーム『ドラゴンクエストモンスターズ キャラバンハート』にも登場する。が、『キャラバンハート』には木、金の精霊が登場せず、代わりに風、光、闇の精霊が登場し、また精霊とオーブの対応も微妙に違う（精霊の種別は、本作では五行思想が元で、『キャラバンハート』は四大元素に光と闇を加えたもの）。

## その他
- 原作ではスライムは登場しないが、漫画版には「スライム1匹通すでないぞ」という台詞がある。だが、スライムはルビスがアレフガルド創造の際に作り出した魔物である。
- 本作には『ドラゴンクエストIII』で登場した6つのオーブに加えて、ブラックオーブという7つ目のオーブが存在した。後の作品『ドラゴンクエストVIII 空と海と大地と呪われし姫君』で登場する7つ目のオーブは、ゴールドオーブである。
- 原作では、最初からルビスは大人として描かれ、ときおり、少女時代の回想シーンが入るというかたちで物語が進む。漫画版では、最初は序章として、ルビスの少女時代の物語から始まり、ある程度話数が進んだところで、第一章以降の青年時代へと、時系列に沿って、物語が進むかたちになっている。